# Bruno Schulz
Bruno Schulz (12. července 1892 Drohobyč – 19. listopadu 1942 tamtéž) byl polský spisovatel, literární kritik, malíř a grafik.

## Život a dílo
Narodil se v rodině asimilovaných haličských Židů jako nejmladší syn šestačtyřicetiletého obchodníka Jakuba Schulze a Henrietty Kuhmärker, dcery bohatého obchodníka se dřevem. V letech 1902 – 1910 chodil do školy v Drohobyči, poté studoval architekturu na Lvovské polytechnice. Studia přerušil v roce 1913, po dvou letech rekonvalescence je dokončil. V roce 1917 krátce studoval ve Vídni architekturu. Od roku 1924 učil kreslení ve škole v rodném městě Drohobyči. V roce 1930 se seznámil s Deborou Vogelovou, básnířkou a filozofkou, která ho podporovala jak v psaní, tak v kreslení. Stala se jeho múzou až do srpna 1942, kdy byla se svým synem a manželem zastřelena nacisty ve lvovském ghettu. V listopadu 1942 Schulzovi literární přátelé pro něj připravili falešné doklady a plán na útěk do Varšavy. Ale 19. listopadu byl zastřelen na ulici v Drohobyči německým vojákem Karlem Güntherem.
V roce 2001 byly v Drohobyči objeveny pod vrstvou nátěrů ve vile, která patřila hauptscharführerovi SS Felixi  Landauovi, malby Bruna Schulze. Byly přeneseny do izraelského památníku holokaustu Jad Vašem. Většina rukopisů i výtvarných prací Bruna Schulze se za války ztratila.
Jeho nejznámějšími díly jsou Skořicové krámy (polsky Sklepy cynamonowe, anglicky The Street of Crocodiles či Cinnamon Shops) a Sanatorium na věčnosti (polsky Sanatorium pod Klepsydrą). V autobiograficky laděných povídkách se odráží dětský pohled na každodenní život obyvatel v Schulzově rodném městě. Mísí se skutečnost se snem v magickém časoprostoru.

## Fotogalerie

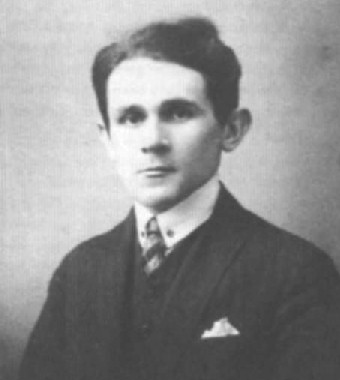
Bruno Schulz
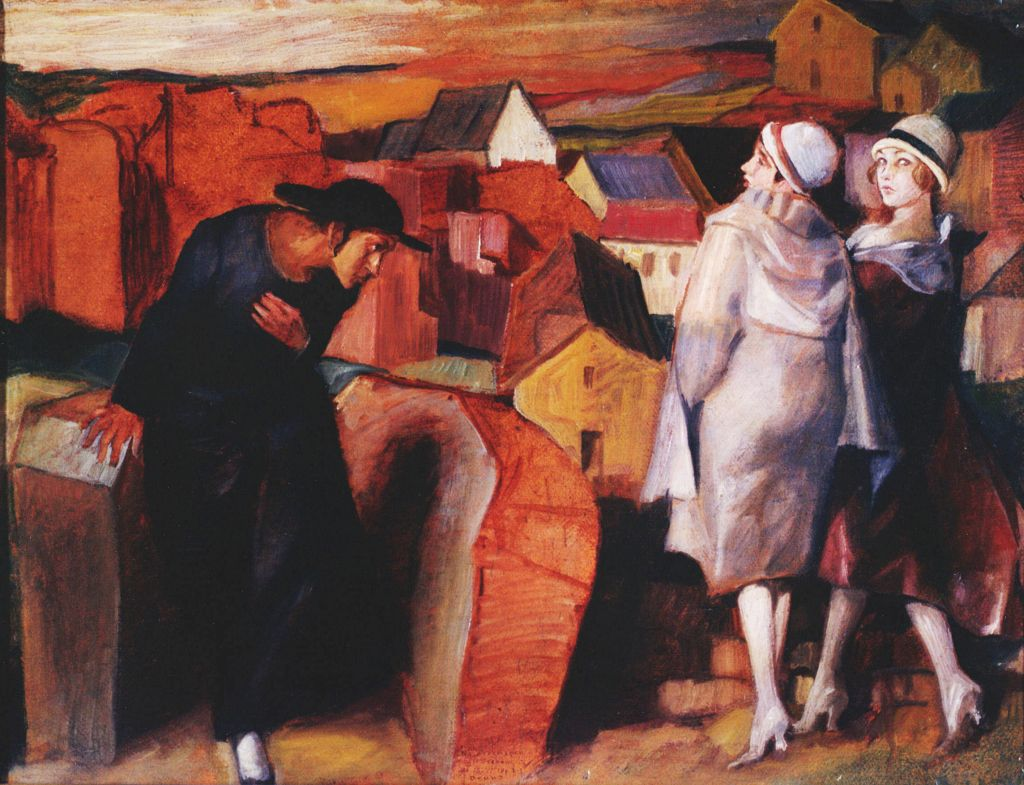
Jeho obraz s názvem 'Spotkanie' (1920)
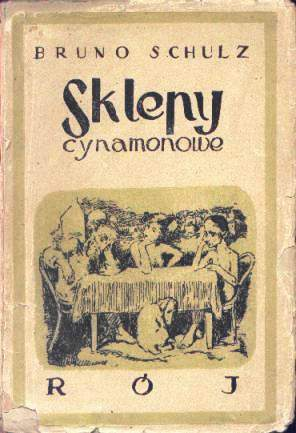
Jeho dílo 'Sklepy cynamonowe' (1934)
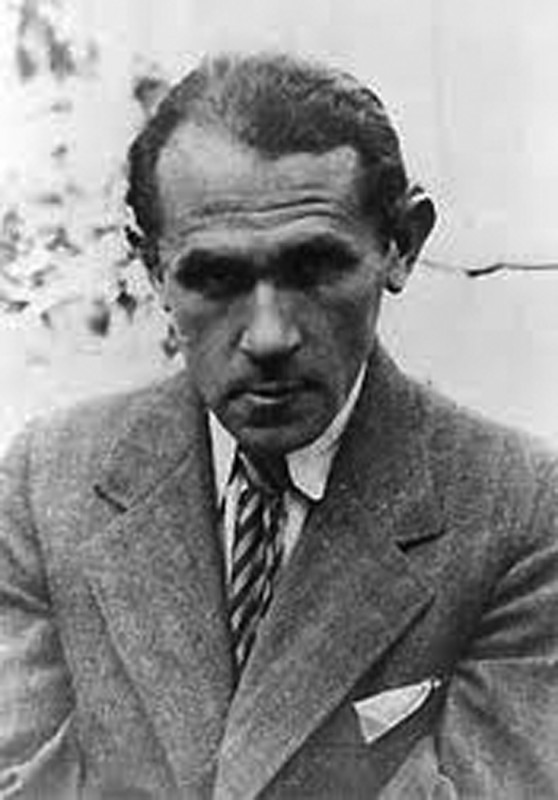
Bruno Schulz (1942)
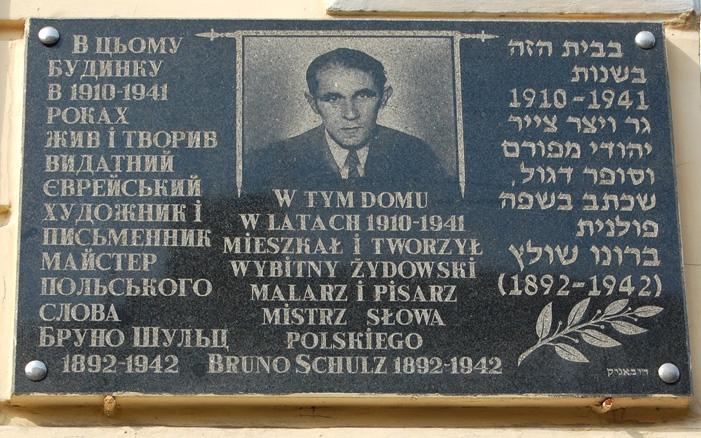
Pamětní deska v Drohobyči